# República do Acre
A República do Acre (nome oficial: Estado Independente do Acre) foi um Estado nacional de breve duração, situado no território ocupado pelo atual estado brasileiro do Acre.
Esta república foi proclamada por três vezes diferentes. A primeira deu-se em 14 de julho de 1899, pelo espanhol Luis Gálvez Rodríguez de Arias, e contou com o apoio vizinho do governo estadual do Amazonas; este tinha como sua capital Puerto Alonso, rebatizada de Cidade do Acre (atual Rio Branco). A segunda República do Acre foi proclamada em novembro de 1900, por brasileiros, tendo Rodrigo de Carvalho assumido o cargo de presidente (um mês depois, em 24 de dezembro de 1900, os brasileiros foram derrotados pelos militares bolivianos, que a dissolveram). Por fim, a terceira República foi proclamada durante a Revolução Acriana, por José Plácido de Castro, em 24 de janeiro de 1903.
O fim permanente do Estado deu-se com o Tratado de Petrópolis, em 17 de novembro de 1903, que legitimou a posse brasileira sobre o Acre e o incorporou de fato ao território brasileiro em 1904 na categoria de Território Nacional. O Acre foi elevado para a categoria de Unidade Federativa em 1962, pelo então presidente João Goulart (ao sancionar a Lei no 4 070, decretada pelo Congresso Nacional da época).

## História

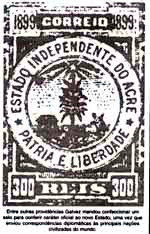
1899 Carimbo Estado Independente do Acre

Luis Gálvez levantou um Estado do nada: organizou ministérios, criou escolas, hospitais, um exército, corpo de bombeiros e idealizou um país surpreendentemente moderno para aquela época, com preocupações sociais, de meio-ambiente e urbanísticas. A ideia de Gálvez era de formar um país no meio da floresta.
Foi juiz, emitiu selos de correios e idealizou a atual bandeira, com a estrela vermelha solitária e as tradicionais cores da insígnia brasileira: verde e amarelo. Gálvez chegou a proibir os casamentos com jovens menores de dezesseis anos, algo costumeiro numa região onde a presença feminina era tratada como produto raro.
O país que existiu nos barrancos do rio Acre tinha treze mil habitantes.
Apenas poucos meses depois, em 28 de dezembro de 1899, Luis Gálvez foi deposto pelo seringalista Antônio de Sousa Braga, que assumiu a presidência do Acre. A situação piorou e Sousa Braga convidou Gálvez a reassumir o governo, o que ocorreu em 15 de março de 1900.
O Brasil reconhecia a soberania da Bolívia sobre o Acre devido a pressões diplomáticas entre os dois países. Em 15 de março de 1900, o governo brasileiro enviou força-tarefa da marinha brasileira para o Acre, para prender Gálvez e devolver a posse à Bolívia. Gálvez foi destituído, sendo que seu vice assumiu a presidência temporariamente até a devolução às autoridade bolivianas.

### Expedição dos Poetas
Logo após ocorreu a famosa Expedição dos Poetas. O governo boliviano reassumiu o controle do Acre ocupando militarmente diversas localidades.
Um grupo de boêmios e profissionais liberais de Manaus decidiu promover uma expedição com a finalidade de recriar o Estado Independente do Acre. O governo do Amazonas, com pretensões de anexar o Acre ao território estado, decidiu financiar a expedição Floriano Peixoto (ou Expedição dos Poetas). Contudo, esse movimento militar fracassou. Menos de um mês após a chegada, a Expedição ao Acre proclamou a segunda República. Houve o combate entre a Expedição dos Poetas (nome mais popular da iniciativa) e o exército boliviano que aconteceu em 29 de dezembro de 1900, em Puerto Alonso, com a derrota dos poetas. Os boêmios voltaram corridos para Manaus.
Um grupo de empresários industriais americanos fez um contrato com a Bolívia pela exploração da seringa no Acre, formando o chamado Bolivian Syndicate.

### Revolução Acriana

Selo da República do Acre (1899-1903).

Mapa da República do Acre, sob guarda do Arquivo Nacional.

Com a indecisão do governo federal e a pressão da Bolívia, os seringalistas formaram um exército comandado por Plácido de Castro, sendo os soldados seringueiros, apesar de somente os seringalistas poderem tornar-se oficiais.
A luta começou em 6 de agosto de 1902, na cidade de Xapuri, sendo finalizada em 24 de janeiro de 1903, quando foi tomada Rio Branco (então transformada em Porto Acre). Nesta oportunidade foi declarado, novamente, o Estado Independente do Acre.
Com o Tratado de Petrópolis, assinado em 17 de novembro de 1903, o Acre passou a fazer parte integrante do território brasileiro, mediante pagamento de dois milhões de libras esterlinas e da construção da ferrovia Madeira-Mamoré.

### Presidentes
O Estado Independente do Acre teve os seguintes presidentes:
- Luis Gálvez Rodríguez de Arias, 1899 a 1900;
- Antônio de Sousa Braga, 1900;
- Luis Gálvez Rodríguez de Arias, 1900;
- Joaquim Vítor da Silva, 1900;
- José Plácido de Castro, 1902 a 1904 (como governador do Território do Acre).